# Muzeum Sztuki Nowoczesnej
Il Muzeum Sztuki Nowoczesnej w Warszawie ("Museo di arte moderna di Varsavia", MSN) è un museo d'arte moderna e contemporanea di Varsavia, in Polonia. Il museo è stato fondato nel 2005 e la direttrice del museo dal 6 giugno 2007 è Joanna Mytkowska. MSN era un'istituzione culturale co-gestita dal Ministero della Cultura e del Patrimonio Nazionale e dalla città di Varsavia ma dal 2023 è un'istituzione culturale del governo locale gestita dalla città di Varsavia.
Nel 2024, il museo è stato inaugurato nella sede progettata dall'architetto statunitense Thomas Phifer in via Marszałkowska, nel centro di Varsavia. La collezione permanente dovrebbe essere presentata entro febbraio 2025. Prima della sua attuale sede, il museo era situato in altre sedi espositive in ul. Pańska 3 e in Wybrzeże Kościuszkowskie 22.

## L'edificio di Thomas Phifer

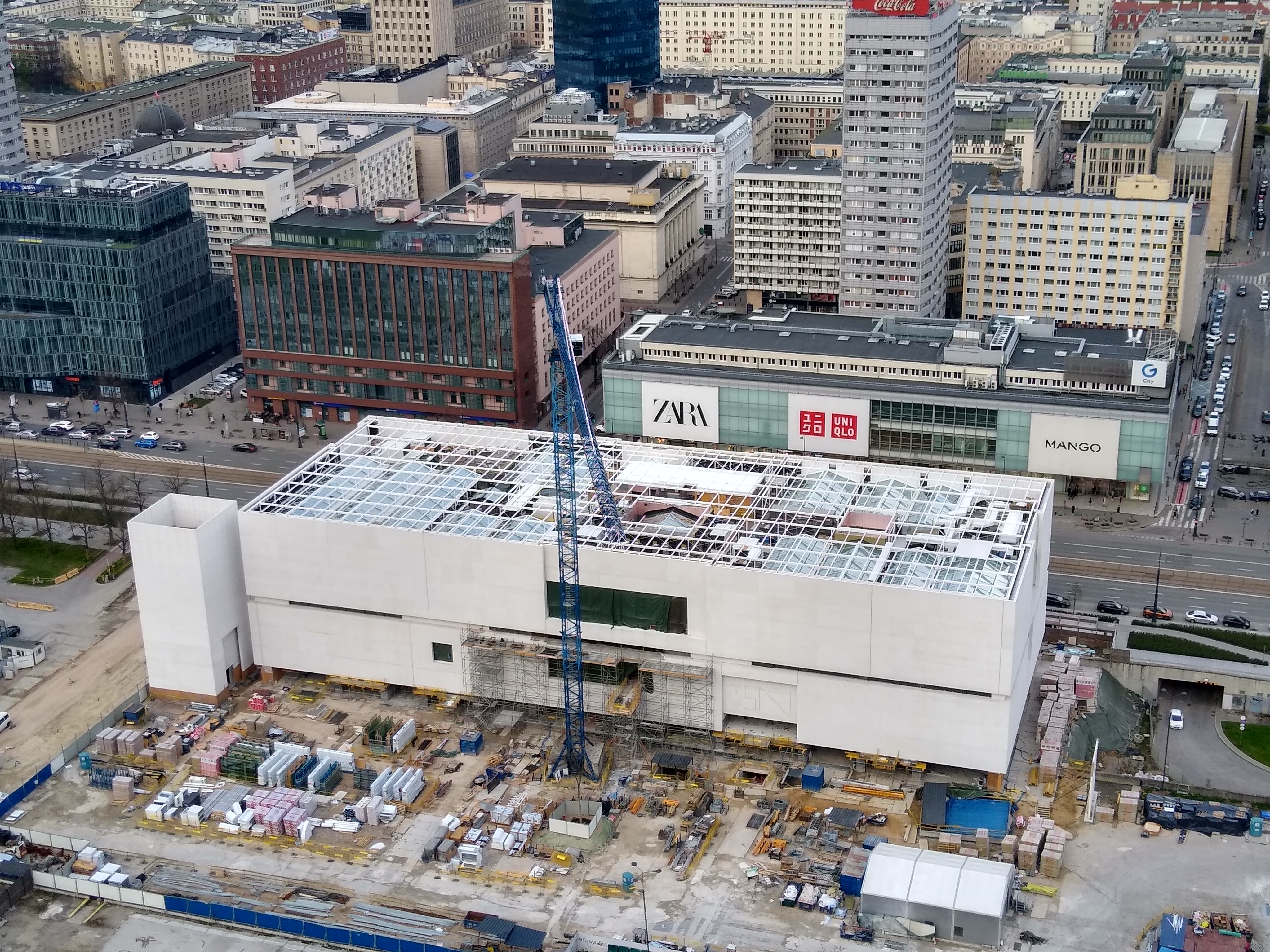
Costruzione MSN nel 2023, vista dal Palazzo della Cultura e della Scienza

Nel 2006 è stato indetto il primo concorso internazionale di architettura per la progettazione del museo. Il concorso è stato vinto nel febbraio 2007 dall'architetto C. Kerez. È stato scelto tra oltre 100 progetti. Alla fine, tuttavia, nel maggio 2012, la città ha rescisso il contratto con Christian Kerez. Contemporaneamente fu deciso che per i successivi tre anni la sede temporanea del museo sarebbe stata in via Pańska, nei pressi della strada principale ul. Emilii Plater.
Il nuovo edificio, costruito apposta per questo museo, è stato progettato dallo studio di architettura di New York City Thomas Phifer and Partners, scelto nella gara d'appalto in due fasi del 2013-14. Situato sul lato nord di Plac Defilad, è stato inaugurato il 25 ottobre 2024.

## Galleria d'immagini

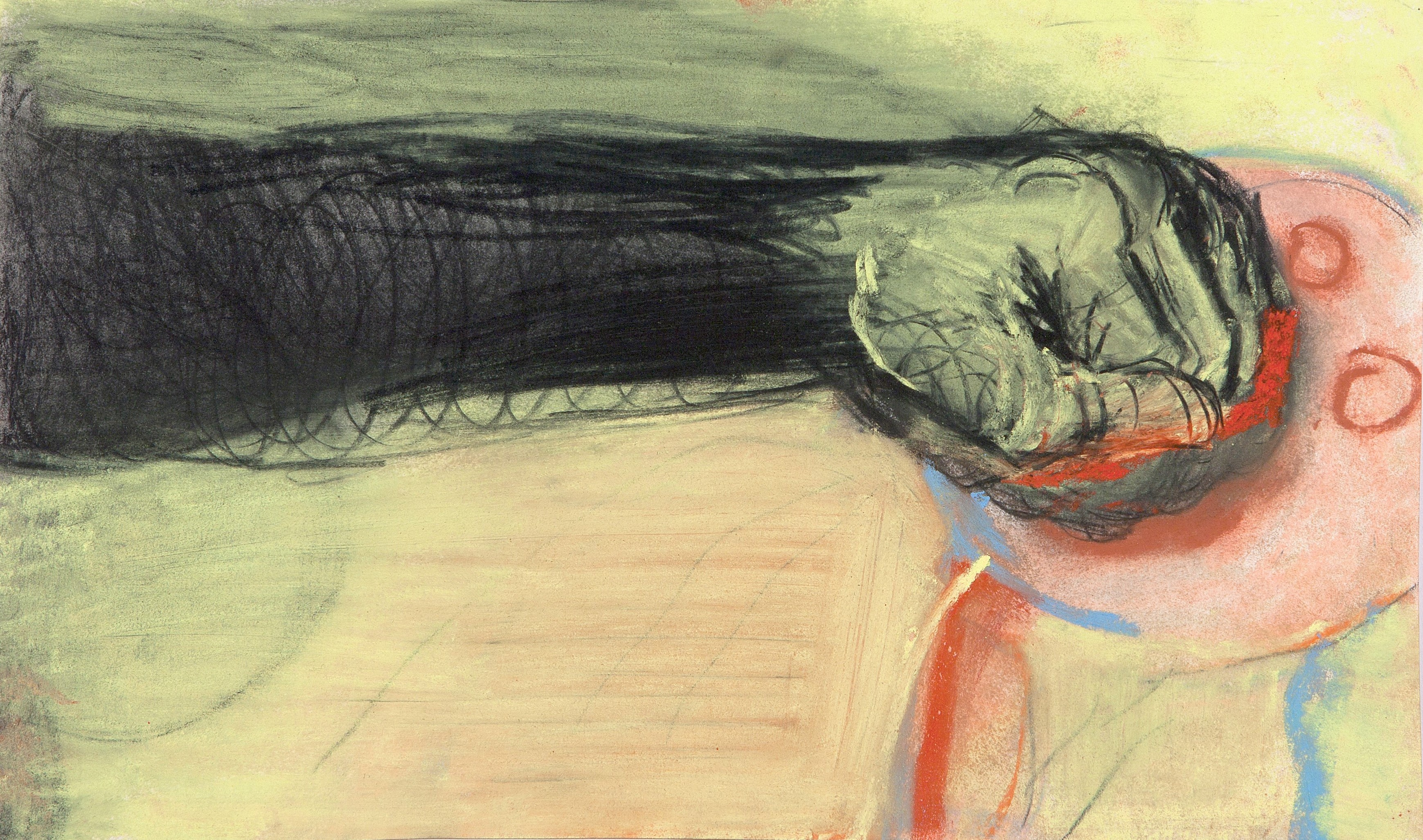
Miriam Cahn, oT 10.05.2012 (2012)
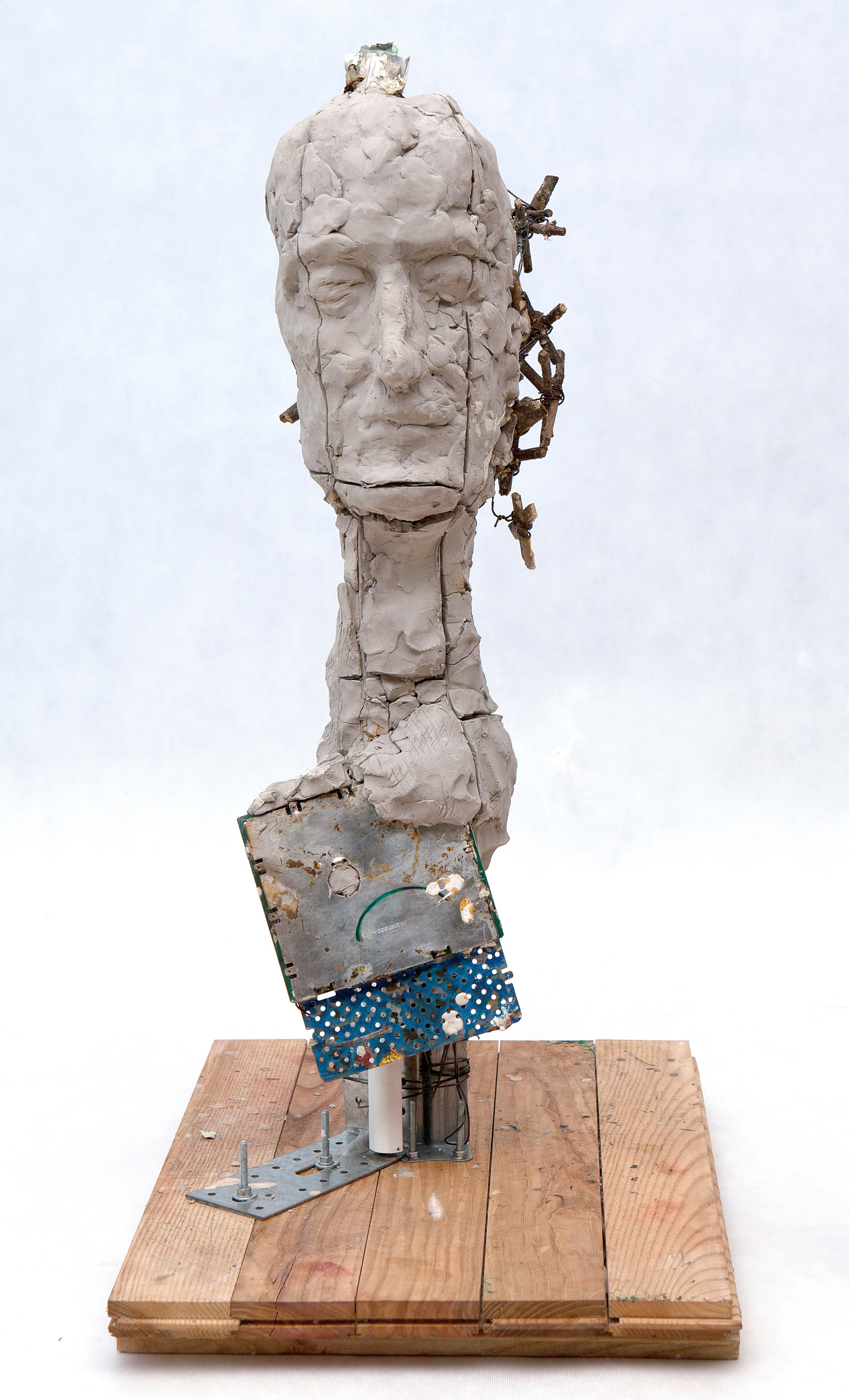
Artur Żmijewski, Paweł Althamer, Visita del professor Zemła (2013)
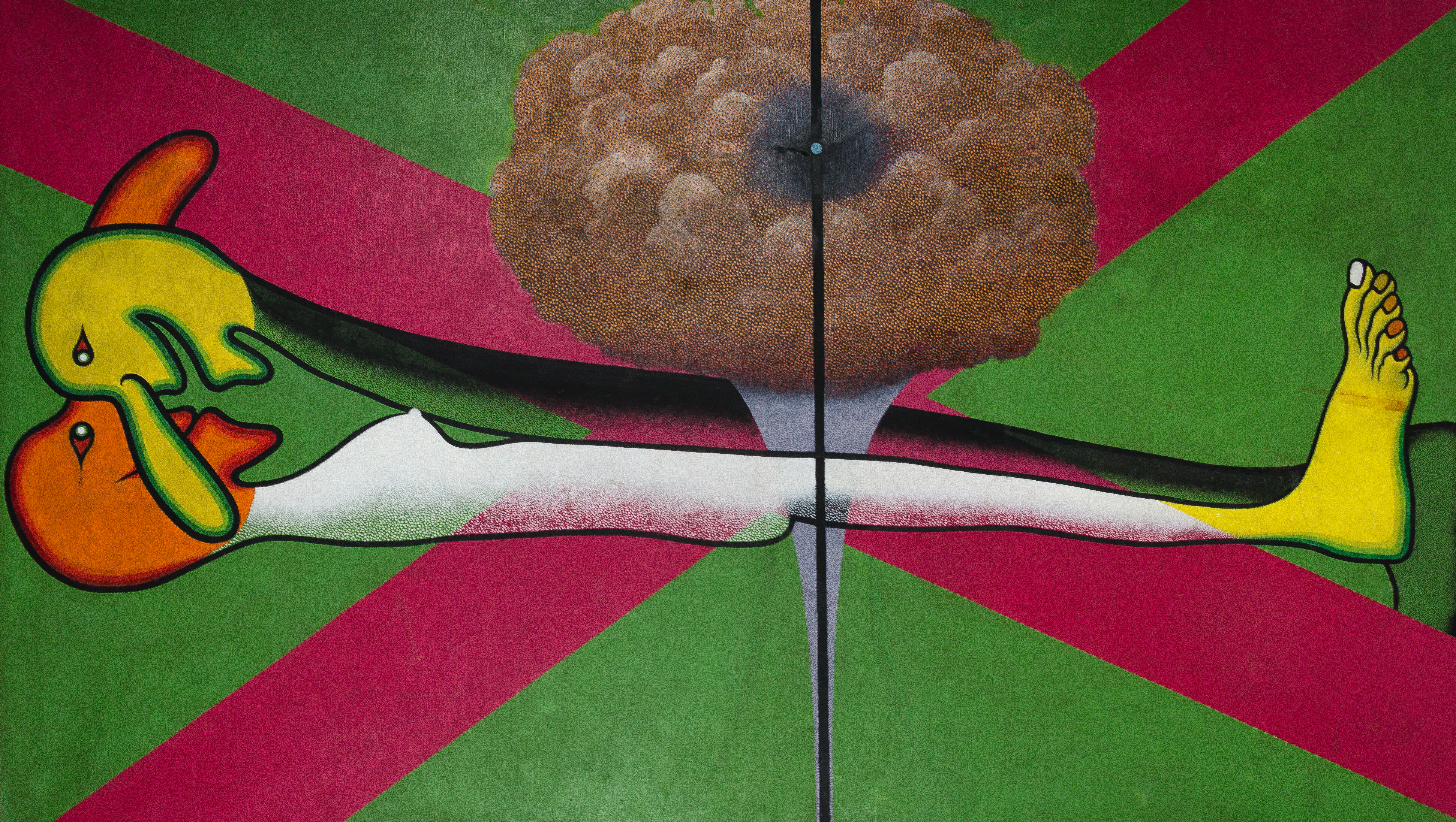
Edward Narkiewicz, Senza titolo (1969)
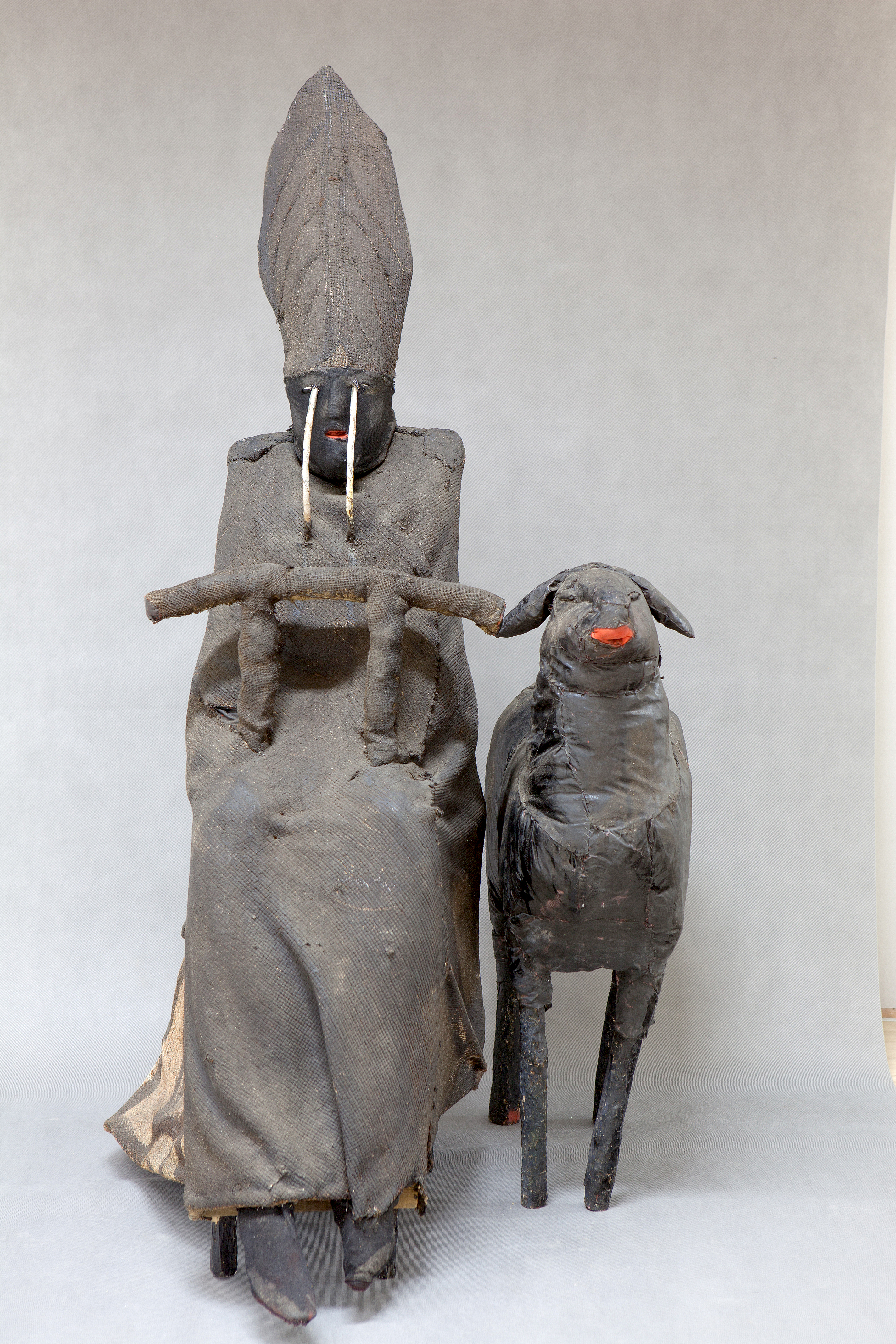
Mirosław Bałka, Il papa nero e la pecora nera (1987)
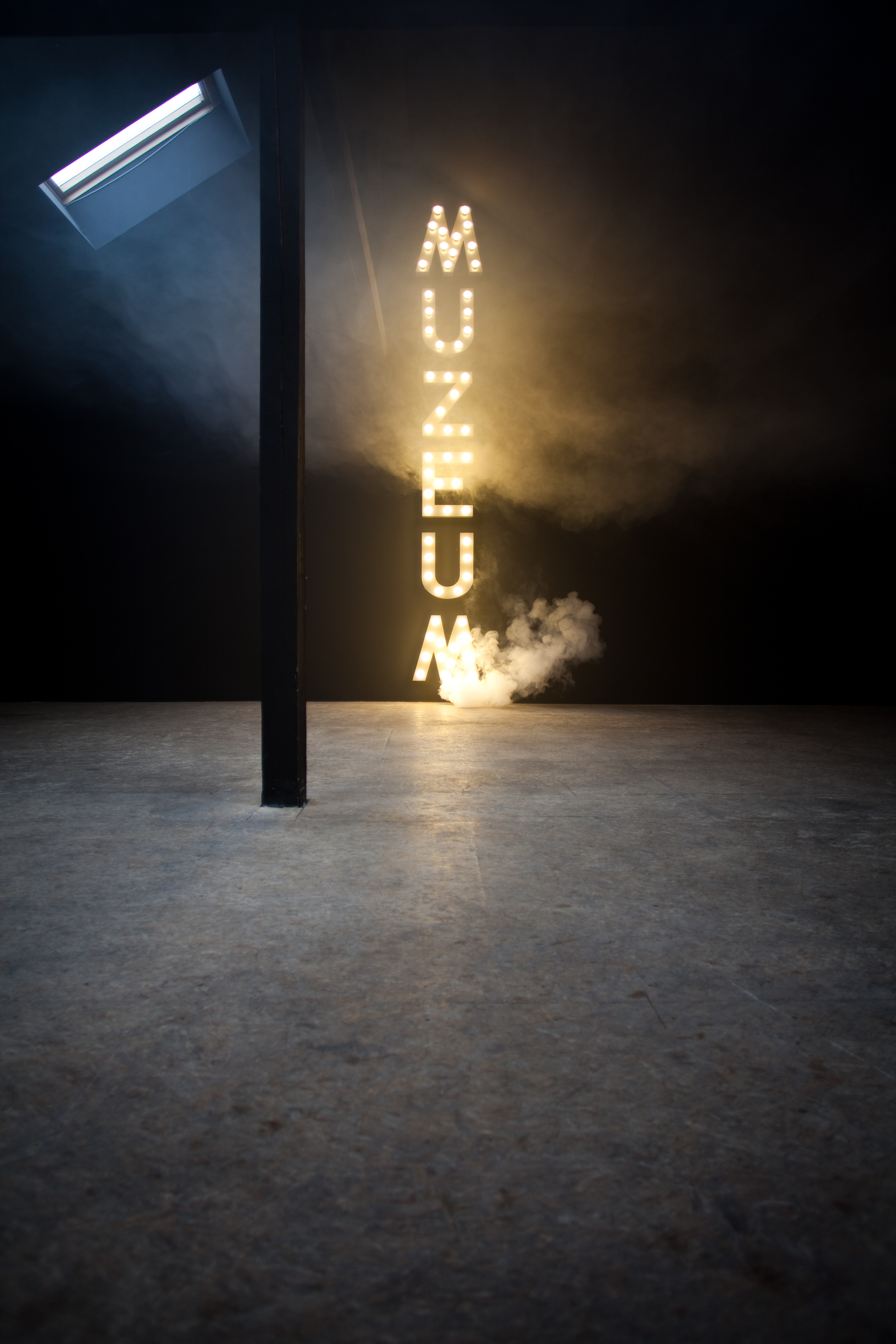
Paulina Ołowska, Museo (2010)
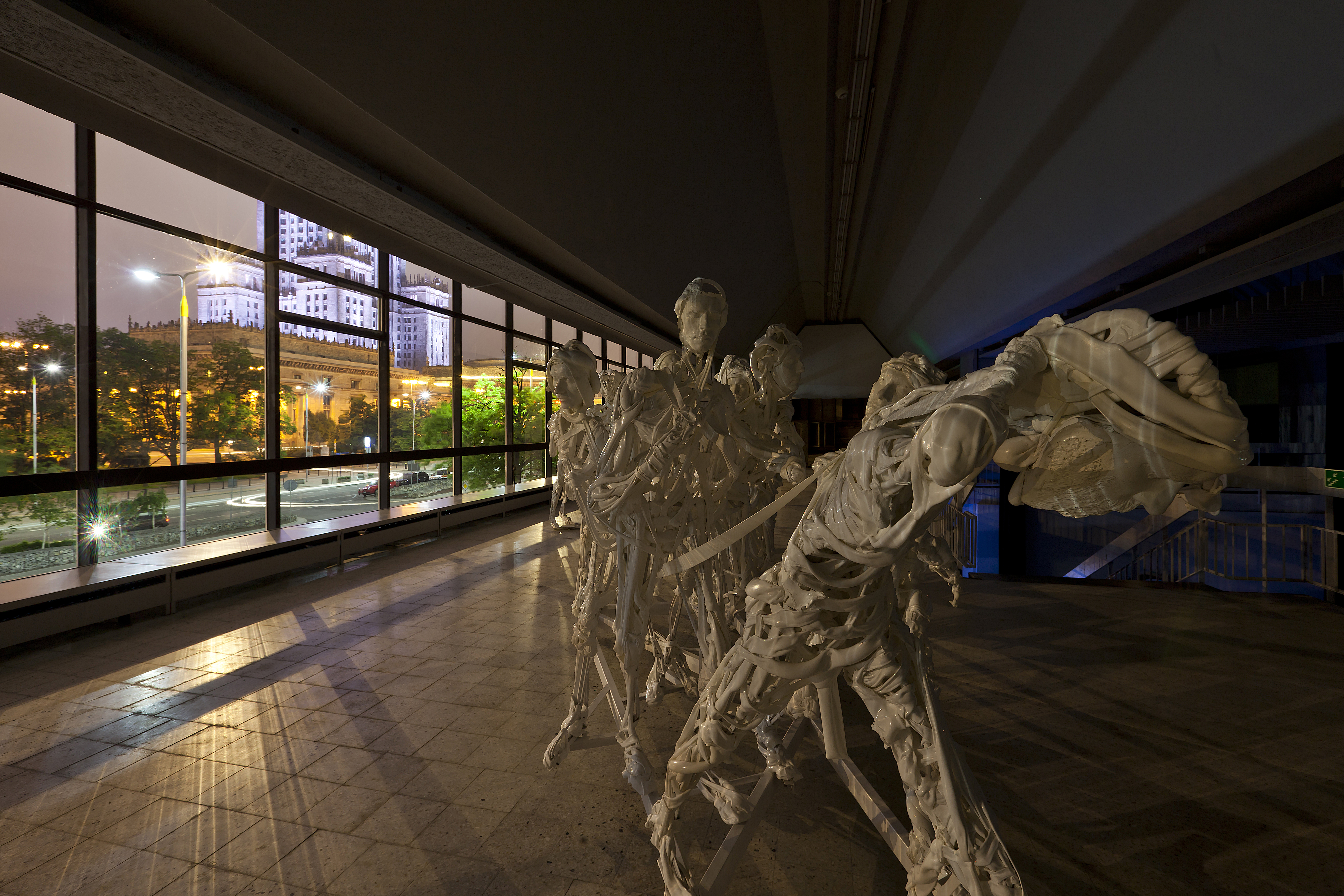
Paweł Althamer, Burlaks (2012)
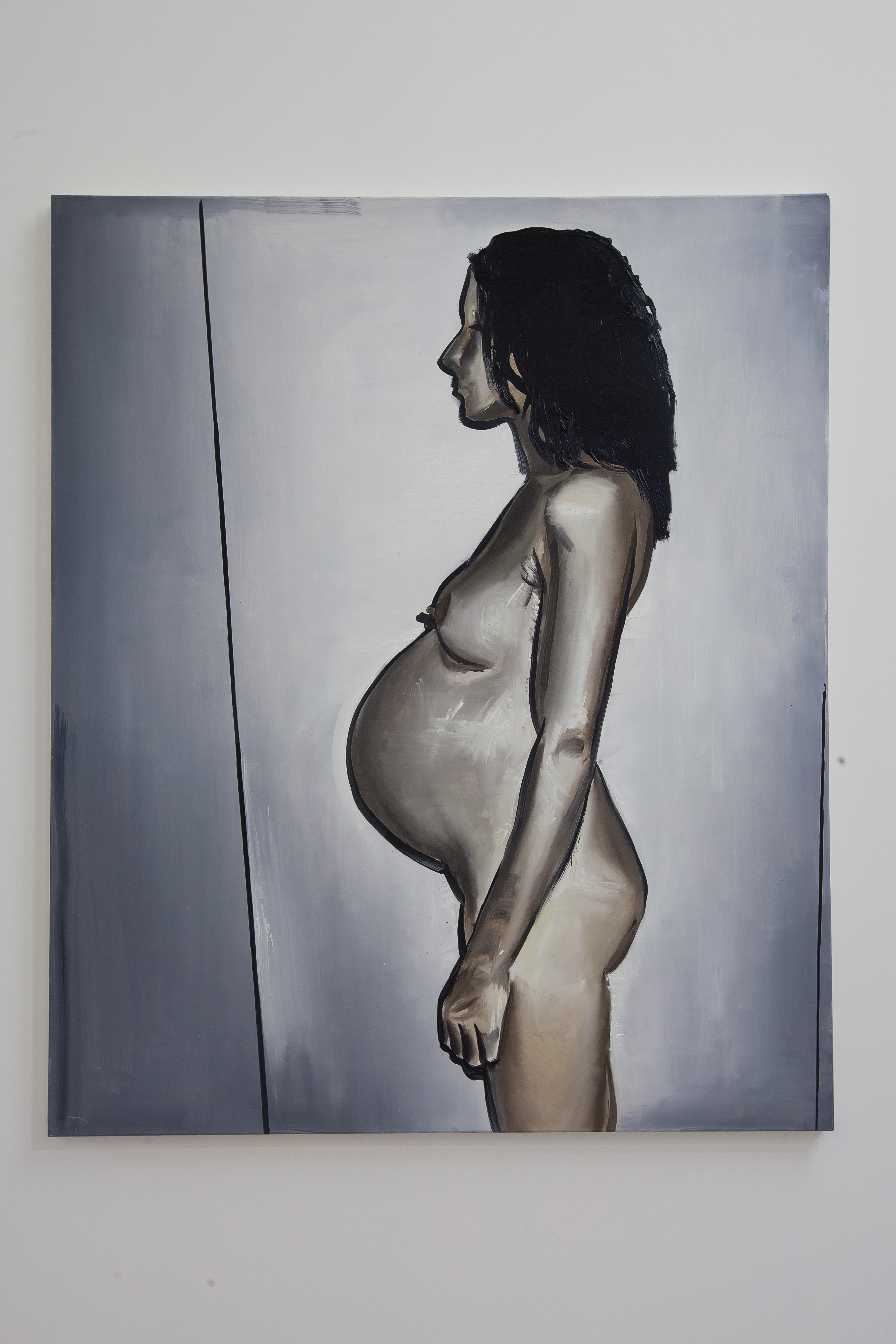
Wilhelm Sasnal, Anka (2010)
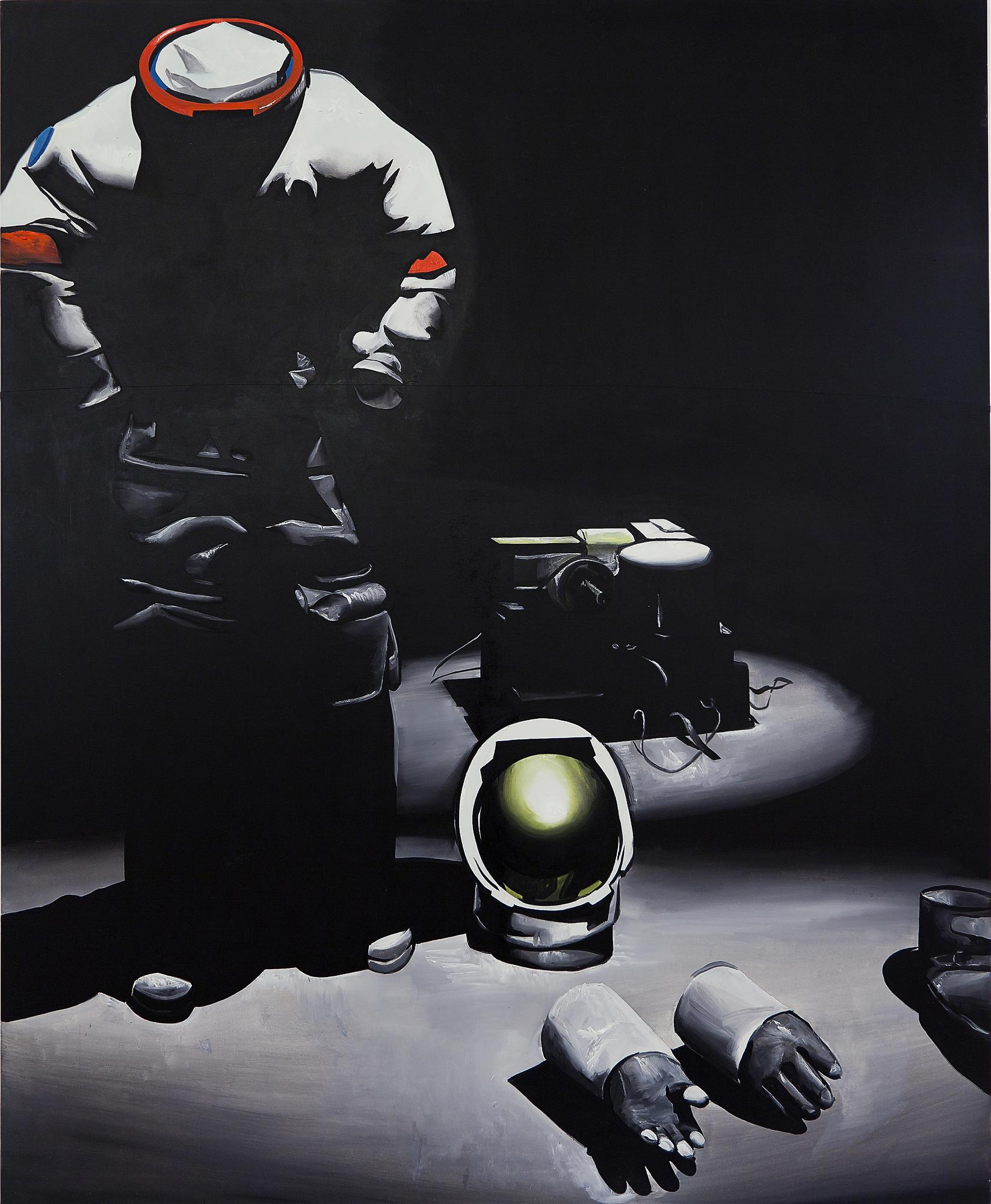
Wilhelm Sasnal, Senza titolo (Astronauta) (2011)
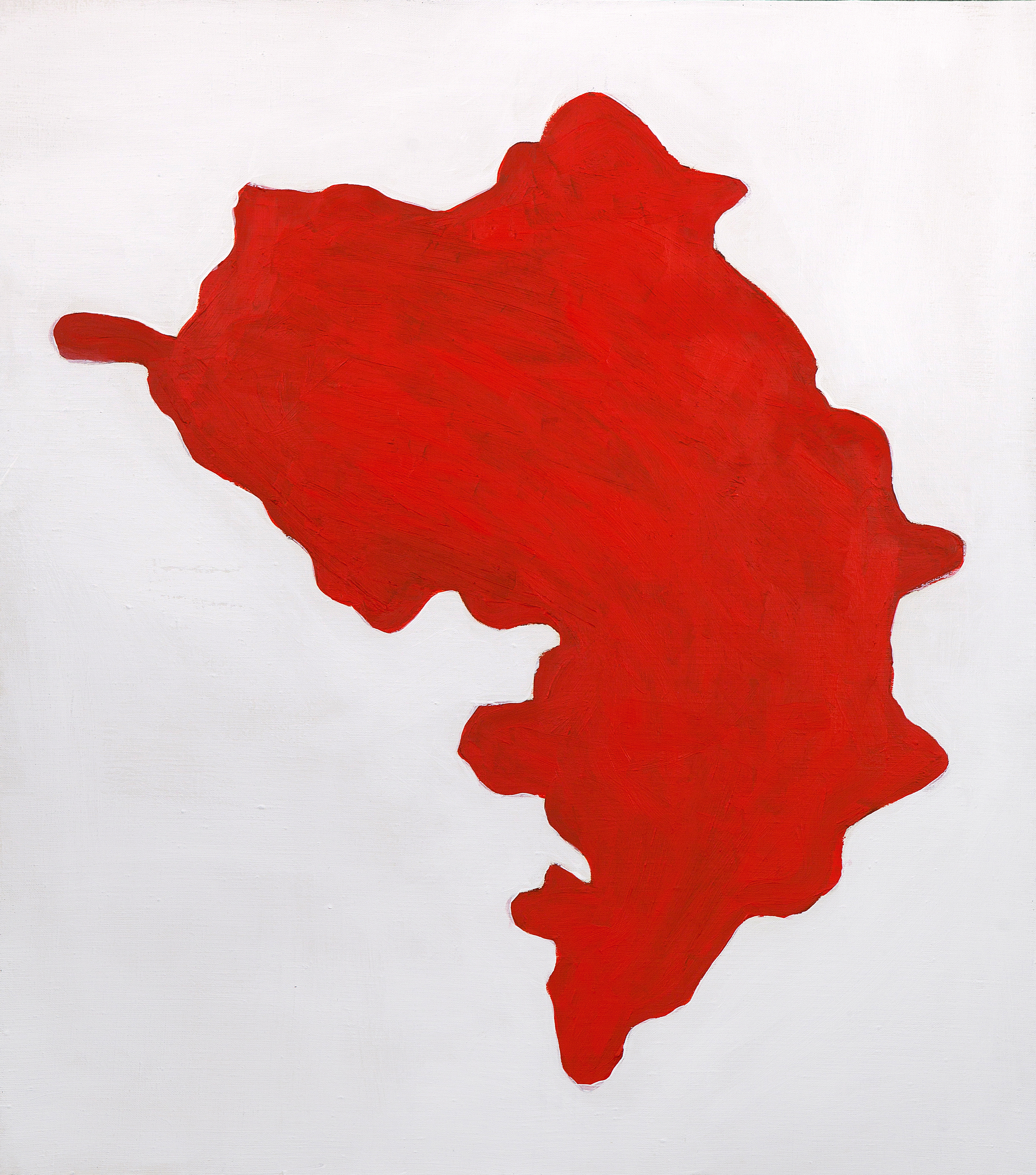
David Ter-Oganjan, Nagorno-Karabakh (2011)
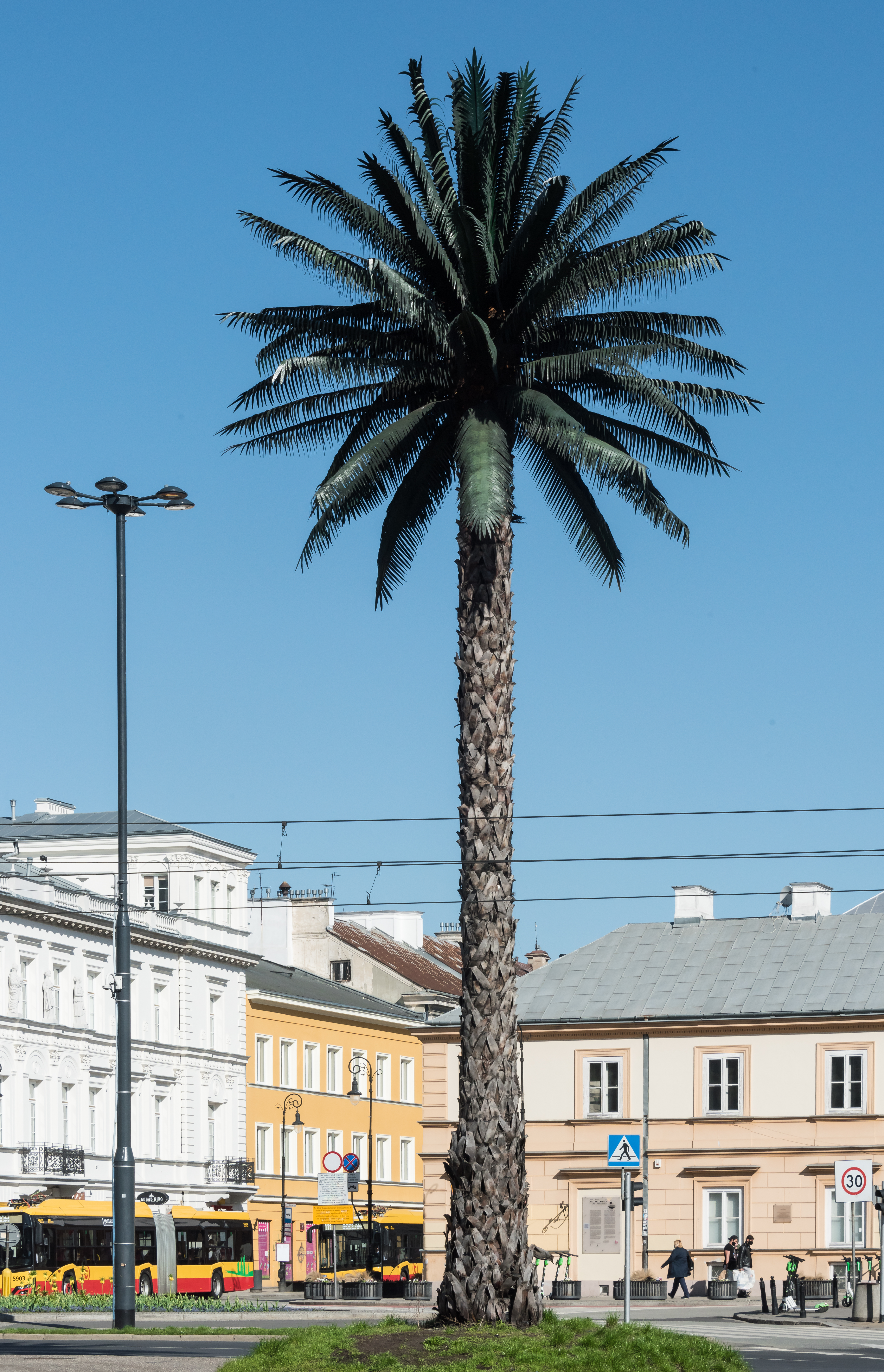
Joanna Rajkowska, Saluti da Jerusalem Avenue (2002, Jerusalem Avenue, Varsavia)
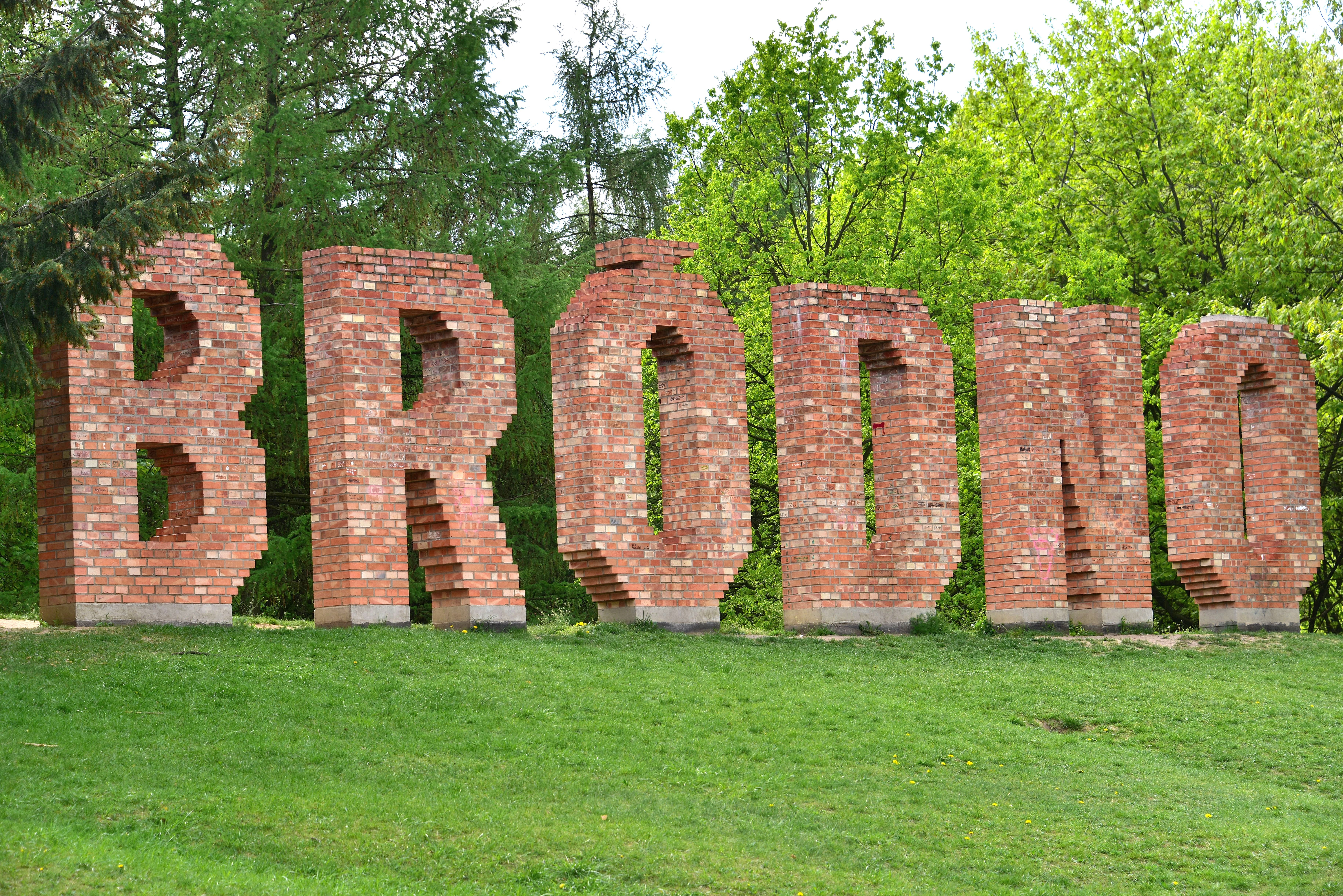
Jens Haaning, Bródno (2012, Parco di Bródno)
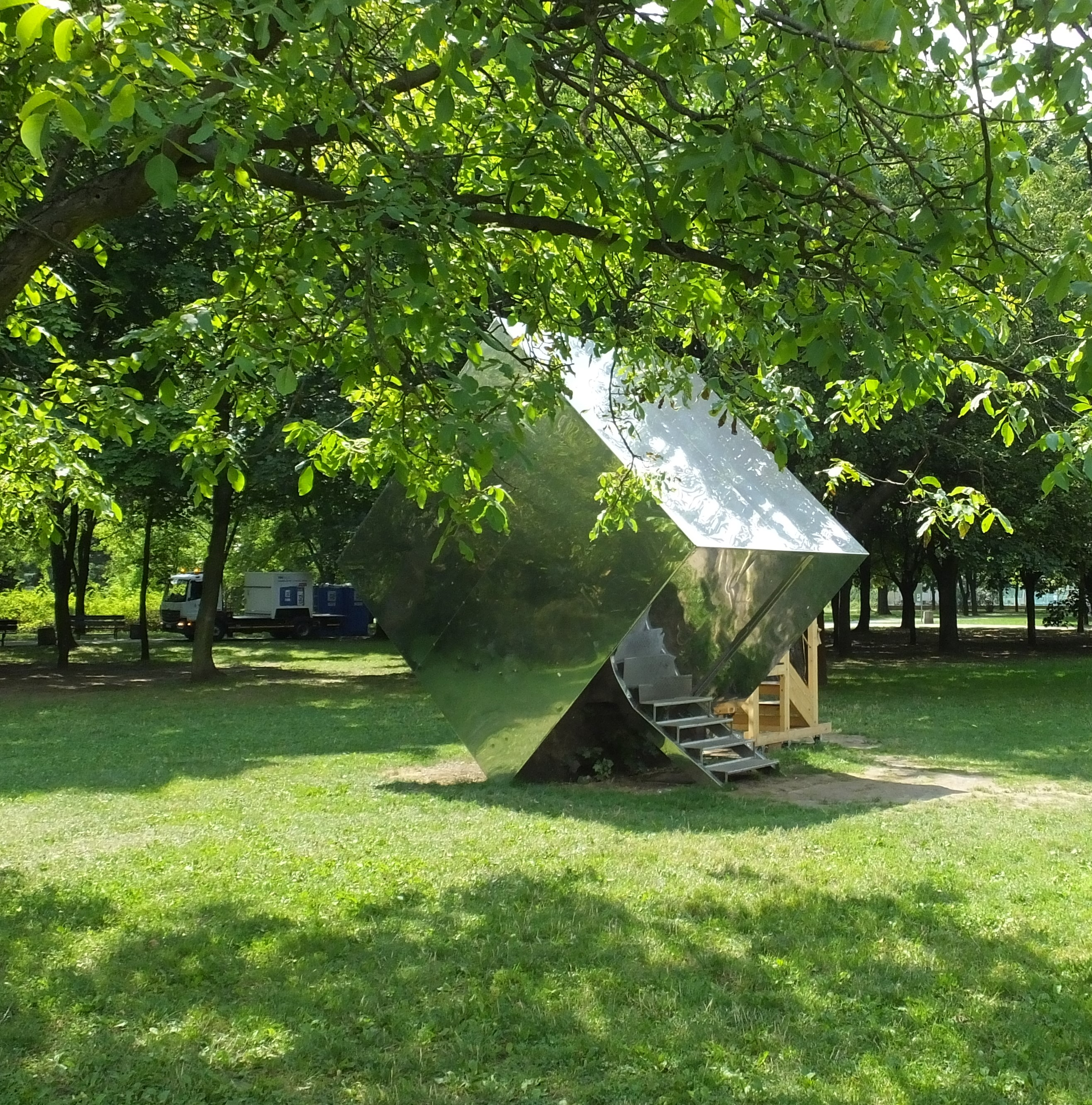
Paweł Althamer e Rirkrit Tiravanija, Casa da tè rovesciata con macchina per il caffè (2005, Bródno Park)